# Schweizer SGS 2-32
Pour les articles homonymes, voir Schweizer.
Dimensions
Le Schweizer SGS 2-32 est un planeur biplace de performances classe libre américain. Titulaire de nombreux records nationaux et internationaux il restait, 40 ans après son premier vol en 1962, un planeur de promenade et d’entrainement très apprécié aux États-Unis. Il est surtout apprécié par les entreprises réalisant des vols touristiques en planeur en raison de sa capacité à pouvoir embarquer deux passagers en plus du pilote.

## Origine
Au début des années 1960 le biplace d’entrainement SGU 2-22 connaissait une honorable carrière, mais les vélivoles américains commencèrent à réclamer un nouveau biplace. Alors que le service commercial de Schweizer Aircraft poussait pour une machine complète mais la plus simple possible, donc une version biplace du SGS 1-26, une étude de marché plus approfondie montra que les vélivoles attendaient un planeur très performant, permettant à la fois de voler en famille et de participer à des compétitions. Il fallait donc un cockpit assez spacieux pour pouvoir emporter un équipement radio ou une alimentation en oxygène, et assez de confort pour supporter de très longs vols. La transformation du SGS 1-26 en biplace n’était plus possible et la conception d’un planeur entièrement nouveau s’imposait. Une maquette d’aménagement du cockpit fut présentée à l’assemblée annuelle des revendeurs à l’automne 1961 et la construction du prototype lancée peu après.

## Description
Dessiné principalement par Ernest Schweizer, le SGS 2-32 était donc un planeur entièrement métallique, le fuselage étant de construction semi-monocoque en aluminium. La voilure médiane cantilever de 17,37 m faisait appel au profil NACA 633618, largement éprouvé sur le SGS 1-29, dans la section centrale. Des ailerons aux saumons il évoluait ensuite vers un NACA 43012A assurant une bonne tenue au décrochage. Cette voilure, équipée d’aérofreins d’extrados et d’intrados, était construite en alliage 7075 T6 et 2014 T6 et assemblée par rivetage, seuls les ailerons étant entoilés. L’empennage comportait une dérive en flèche avec à sa base et en arrière du gouvernail d’une gouverne de profondeur monobloc. Initialement rectangulaire, cette profondeur fut agrandie et prit une forme trapézoïdale durant les essais. 
Une disposition biplace en tandem fut adoptée pour le poste de pilotage afin de limiter la traînée, le siège arrière étant situé assez près du centre de gravité pour permettre le pilotage en solo sans avoir à ajouter un ballast. Ce siège arrière était en fait une banquette assez large pour permettre l’emport de deux passagers de corpulence moyenne (68 kg chacun). Ce cockpit était fermé par une canopée goutte d’eau, assurant une excellente visibilité, articulée sur le côté gauche. Une attention particulière fut également apportée à la protection des occupants en cas de crash, entraînant le dessin d’un fuselage plus profond que sur la plupart des planeurs de performance. L’ensemble reposait sur une simple roue avec un patin et une roulette arrière.

## Un échec commercial
Le prototype (N8600R, c/n 1) prit l’air en juillet 1962 et fin 1963 Schweizer Aircraft prit la décision de faire certifier l’appareil et de lancer la production de série pour un marché estimé à 200 exemplaires. Durant les essais il s’avéra nécessaire de modifier le dessin de l’empennage, puis les aérofreins et des ailerons, le planeur se révélant plus rapide que prévu. La certification G1EA fut obtenue le 19 juin 1964. Les livraisons débutèrent dans les semaines qui suivirent et dès 1964 le 2-32 participait aux Championnats de vol à voile des États-Unis.

Huit exemplaires avaient été vendus fin 1964 et en janvier 1968 sortit d’usine le 1 000e planeur construit par Schweizer, un SGS 2-32 (N2477W, c/n 51). À partir de 1970 les ventes marquèrent le pas, non seulement en raison d’un prix élevé (U$D 15 000) dû à un cout de développement plus important que les précédentes productions Schweizer, mais aussi en raison d’une modification de règlement : Les biplaces n’étaient plus reconnus dans une catégorie séparée en compétition et le biplace ne pouvait pas rivaliser avec les monoplaces en résine allemands. Le dernier exemplaire sortit d’usine en 1976, 87 exemplaires au total ayant été construits. 64 figuraient toujours sur le registre civil américain en mai 2008. 

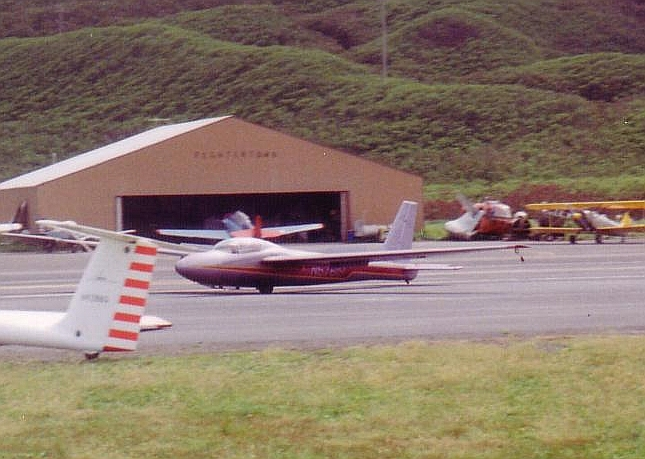

Un unique 2-32 a été acheté par l’USAF (serial 76-900086) pour la formation des cadets de l’USAF Academy sous la désignation TG-5 (à ne pas confondre avec l’Aeronca TG-5). 

## Une machine de records
De nombreux records nationaux américains et internationaux ont été battus par le SGS 2-32. Parmi les derniers on retiendra :
- Record du monde féminin d’altitude en 1967 par la britannique Anne Burns : 9 519 m.
- Record du monde biplace de vol aller-retour le 23 mai 1970 par Joe Lincoln et Cris Crowl sur Cibola, un 2-32 modifié dont la voilure avait été portée à 20 m d’envergure : 654 km[2].
- Record du monde biplace de vitesse sur 100 km en circuit fermé en 1971 par Joe Lincoln : 120 km/h[2].
- Record du monde biplace féminin d’altitude absolue le 5 mars 1975 par Helen ‘Babs’ Nutt et Hannah Duncan : 10 809 m[3].
- Record du monde biplace féminin de gain d’altitude le 5 mars 1975 par Helen ‘Babs’ Nutt et Hannah Duncan : 7 848 m[3].

## Planeurs spéciaux et appareils dérivés eu SGS 2-32
Un 2-32 fut spécialement modifié pour Joe Lincoln et vue de tentatives de records. La voilure fut allongée de 42 cm, des réservoirs permettant d’emporter 135 litres d’eau furent ajoutés, la verrière abaissée en inclinant le siège avant, la roue rendue escamotable. Malheureusement Leo Lincoln devait mourir d’une tumeur au cerveau avant de pouvoir piloter son planeur. Un autre 2-32 a été spécialement aménagé pour des recherches aérologiques à très haute altitude et utilisé par le National Center for Atmosphéric Research de Boulder, dans le Colorado.
Le Schweizer SGS 2-32 a également servi de base à un certain nombre d’appareils spéciaux :
- Bede BD-2, un motoplaneur de record.
- Lockheed YO-3, un appareil de reconnaissance silencieux.
- Lockheed QT-2, un appareil de reconnaissance silencieux.
- LTV L450F, un appareil de reconnaissance silencieux.
- LTV XQM-93, un avion sans pilote (relais de communications).
- Schweizer X-26 Frigate, un planeur d’entrainement et de recherche.